# Malaxis reichenbachiana
Malaxis reichenbachiana är en orkidéart som först beskrevs av Rudolf Schlechter, och fick sitt nu gällande namn av Louis Otho Otto Williams. Malaxis reichenbachiana ingår i släktet knottblomstersläktet, och familjen orkidéer.
Artens utbredningsområde är Bolivia. Inga underarter finns listade i Catalogue of Life.